# Tai nạn xe buýt Quý Châu 2022
Vào sáng sớm ngày 18 tháng 9 năm 2022, 27 người đã thiệt mạng và 20 người khác bị thương trong một vụ tai nạn xe buýt tại huyện tự trị Tam Đô, Kiềm Nam, Quý Châu, Cộng hòa Nhân Dân Trung Hoa. Chiếc xe buýt đã bị lật trên một đoạn đồi núi của tuyến cao tốc từ Quý Dương đến Lệ Ba. Trên xe buýt đang chở 47 người đến khu cách ly.
Vụ tai nạn xảy ra vào lúc 2 giờ 40 phút sáng. Một bức ảnh chưa được xác minh đang lan truyền cho thấy một chiếc xe buýt chở khách bị kéo bởi một chiếc xe tải, với phần đầu bị nát hoàn toàn.

## Bối cảnh
Lúc bấy giờ, Trung Quốc đang thực hiện chính sách Zero-COVID, các thành phố sẽ bị phong tỏa sau một vài trường hợp dương tính. Các quan chức địa phương sẽ là người chịu trách nhiệm kiểm soát dịch bệnh và các đợt bùng phát. Dữ liệu COVID-19 vào ngày xảy ra vụ tai nạn cho thấy Quý Châu có số ca mắc tăng đột biến từ 154 lên 712 ca vào hôm trước, chiếm gần 70% số ca mắc mới COVID-19 ở Trung Quốc. Có thông báo cho rằng sức chứa hạn chế ở Quý Dương nên những người cách ly "cần được chuyển đến các tỉnh, thành phố kết nghĩa".
Theo Định mức quản lý an toàn đối với doanh nghiệp vận tải hành khách đường bộ (tiếng Trung: 《道路旅客运输企业安全管理规范》), xe khách không được lưu thông trên đường cao tốc từ 2 giờ sáng đến 5 giờ sáng.

## Sự cố
Xe buýt khởi hành từ quận Vân Nham lúc 12:10 sáng, chở 47 người bao gồm 45 người trong số họ "có liên quan đến COVID-19", cùng với một tài xế và một nhân viên. Khi xe buýt đang trên đường từ Quý Dương đến Lệ Ba, cách quận Tam Đô 32 km lúc 2 giờ 40 phút thì chiếc xe buýt đã bị lật và rơi xuống mương sâu bên đường.

## Xét xử
Do sự tức giận của công chúng, vào ngày 20 tháng 9, có thông báo cho rằng ba quan chức phụ trách quận Vân Nham đã địa cấp thị Quý Dương sa thải.

## Phản ứng
Vụ tai nạn đã khiến người dân Trung Quốc tức giận vì các chính sách nghiêm ngặt về COVID-19 ở Trung Quốc và sự thiếu minh bạch của chính quyền. Sự việc cũng gây tranh cãi về việc xe buýt đã đi trong đêm, trong khi nhiều tuyến đường lớn trong khu vực đã bị phong tỏa. Một người phụ nữ tự nhận là con gái của một trong những nạn nhân đã viết một ghi chú trên mạng xã hội nói rằng cô "không thể chấp nhận" cái chết của mẹ mình.
Nhiều blog được chia sẻ rộng rãi về vụ tai nạn, đặc biệt là những blog quan trọng, đã bị xóa khỏi WeChat. Một trong những bình luận phổ biến nhất về vụ tai nạn trên WeChat là: "Tất cả chúng ta đều ở trên chiếc xe buýt này", cho thấy một trạng thái bất lực của người dân. Vụ tai nạn vào chiều Chủ nhật đã trở thành chủ đề thịnh hành nhất trên Weibo, nhưng đột nhiên ngay sau đó nó biến mất khỏi top 50 chủ đề thịnh hành.
Hu Xijin, cựu tổng biên tập của Global Times và thường là người bảo vệ chính sách Zero-COVID, đã nghi ngờ tại sao xe buýt vẫn chạy sau 2 giờ sáng. Anh đặt câu hỏi trên Sina Weibo rằng "tại sao thành phố Quý Dương phải vận chuyển các đối tượng cách ly theo cách bị nghi ngờ trong thời gian đó?" và "vận chuyển đường dài, quy mô lớn như vậy, thật sự phải làm vào đêm khuya như vậy, thật sự không còn cách nào khác sao?".
Trong một cuộc họp báo, phó thị trưởng Quý Dương đã xin lỗi về vụ tai nạn, cúi đầu và im lặng một lúc.